# Угода про вільну торгівлю між Україною та Канадою
Угода про вільну торгівлю між Україною та Канадою (англ. Canada–Ukraine Free Trade Agreement,CUFTA, фр. Accord de libre-échange Canada-Ukraine (ALECU)) — підписана 11 липня 2016 першим віце-прем'єр міністром, міністром економічного розвитку і торгівлі України Степаном Кубівом та міністром міжнародної торгівлі Канади Христею Фріланд. З моменту набуття чинності Угода відкриє для українських експортерів товарів 98 % канадського ринку. Ввізні мита на сільськогосподарські товари будуть негайно скасовані (за виключенням 108 тарифних ліній, доступ по яких відкриється у рамках квот), а також на всі промислові товари (крім легкових автомобілів із 7-річним перехідним періодом скасування ввізних мит). Для вказаних 108 тарифних ліній сільськогосподарських товарів вітчизняні експортери матимуть можливість постачати товари за нульовою ставкою ввізного мита в рамках глобальних квот Канади. Україні вдалося відстояти асиметричну порівняно з Канадою лібералізацію доступу до свого ринку у чутливих галузях. Так, з моменту набрання чинності Угодою, Україна негайно скасує тарифи для близько 80 % товарів імпорту з Канади, в той же час для деяких сільськогосподарських та промислових товарів застосовуватимуться перехідні періоди у 3, 5, 7 років для зниженням тарифів.
11 липня 2016 р. Україна та Канада підписали Угоду про створення зони вільної торгівлі. Документ підписали перший віце-прем'єр-міністр — міністр економічного розвитку і торгівлі Степан Кубів і міністр міжнародної торгівлі Канади Христя Фріланд.
В даний час торгові відносини між Україною і Канадою характеризуються негативним сальдо зовнішньої торгівлі і незначними обсягами поставок. Так, за даними Держстату, в 2015 році експорт аграрної продукції в Канаду склав $ 3,4 мл, в той час як імпорт — $ 21,8 млн, тобто Україна закуповує товарів в 6,4 рази більше, ніж продає.
Проте для найбільш чутливих сільськогосподарських товарів було встановлено квоти на імпорт, тоді як цукор було виключено з дії Угоди. Такі умови дадуть можливість українським підприємствам пристосуватись до нових умов безмитної торгівлі. Серед основних українських продуктів, які отримають переваги від безмитного доступу на ринок Канади в короткостроковій перспективі: соняшникова олія, цукор, кондитерські вироби та шоколад, алкогольні напої та пиво, соки.
Щодо промислових товарів — це одяг, кераміка, металургія та хімія. Також Угода сприятиме розвитку кооперації в сфері авіабудування. В довгостроковій перспективі передбачається збільшення постачання високотехнологічного обладнання та промислових товарів з високою доданою вартістю. Угода також передбачає надання Україні технічної допомоги для покращення доступу українських товарів на ринок Канади та допомогу для розвитку аграрного комплексу. В сучасних умовах угоди про вільну торгівлю дозволяють усунути митні тарифи на товари та нівелювати застосування заходів, які можуть обмежувати торгівлю чи іншим чином спричинити зростання витрат бізнесу.

## Угода сприятиме
- підтримці українських підприємств щодо виходу на нові ринки, поглибленню торговельних зв'язків і подальшому зміцненню двосторонніх відносин Канади і України;
- розширенню співробітництва, забезпеченню більшої прозорості в питаннях регулювання і зниженню операційних витрат для бізнесу;
- виробничій кооперації (наприклад в сфері авіабудування).

## Основні положення угоди
- З моменту набуття чинності Угодою, Канада відкриє для українських експортерів 98 % свого ринку товарів, що є предметом двосторонньої торгівлі;
- З огляду на різний рівень економічного та соціального розвитку України та Канади сторони застосовуватимуть принцип асиметричності тарифних зобов'язань, що дозволить нашій державі адаптувати торгівлю з цією країною до умов вільної торгівлі;
- Загалом Україна зобов'язалася здійснити повну лібералізацію з моменту набрання чинності Угодою для 72 % товарів, скасування ввізних мит з використанням перехідних періодів 3, 5 та 7 років для 27 % товарів, часткову лібералізацію для чутливих сільськогосподарських товарів;
- Угода містить ряд норм і зобов'язань, що стосуються нетарифних заходів, які будуть сприяти тому, що доступ до ринків не буде обмежуватися невиправданими бар'єрами у торгівлі;
- Угода містить зобов'язання, спрямованої на спрощення процедур торгівлі;
- Угода дозволяє компаніям отримати пільговий доступ до участі у державних закупівлях на урядовому рівні обох країн. Українські постачальники матимуть право на справедливий, недискримінаційний і передбачуваний доступ до участі в тендерах;
- Угода включає в себе зобов'язання, пов'язані з охороною та захистом прав інтелектуальної власності;
- Нарешті, Угода включає в себе розділ щодо співпраці з торговельних питань, що передбачає отримання Україною від Канади технічної допомоги для забезпечення реалізації переваг, пов'язаних з Угодою.

## Щодо сільськогосподарських товарів
Агропромисловий комплекс є надзвичайно важливим сектором економіки України, оскільки забезпечує, в першу чергу, продовольчу безпеку та робить вагомий внесок у загальний соціально-економічний розвиток нашої держави. Завдяки стратегічному географічному розташуванню, сприятливим кліматичним умовам, наявності 25 % світових запасів чорнозему та кваліфікованої робочої сили сьогодні Україна є одним із провідних виробників сільськогосподарської продукції в світі, що дозволяє забезпечити не лише потреби внутрішнього ринку, а й успішно експортувати продовольство та сільськогосподарську сировину до майже 190 країн світу.
На сьогодні двостороння торгівля з Канадою характеризується незначним обсягом, доволі широкою номенклатурою товарів українського експорту та негативним сальдо. На жаль, така тенденція продовжується. Саме тому Угода покликана виправити цю ситуацію та стати дієвим інструментом для суттєвого нарощування обсягів торгівлі сільськогосподарським товарами, в тому числі продукцією переробної промисловості з високою доданою вартістю.
Квоти на українські сільськогосподарські продукції будуть застосовані на м'ясо і молочні продукти, пшеницю, ячмінь, яйця, маргарин й арахісове масло. Решта сільськогосподарських продуктів будуть експортуватися в Канаду без будь-яких обмежень або обов'язків.

## Щодо стану промислового виробництва
Нетарифні питання Угоди містить положення, що регулюють і нетарифні бар'єри в торгівлі — докладено зусиль до того, щоб вимоги щодо маркування товарів, санітарні та фітосанітарні заходи, пов'язані з харчовою безпекою, здоров'ям тварин та рослин тощо не застосовувались як невиправдані бар'єри в торгівлі. Угода запроваджує механізми консультацій, запобігання та усунення невиправданих нетарифних бар'єрів, що можуть виникати під час експортування сільськогосподарської продукції. До таких механізмів належить створення Комітету з торгівлі товарами та правил походження, а також спеціалізованих підрозділів з сільського господарства та правил визначення походження товарів.
Угода також забезпечить обмін інформацією між Україною та Канадою з метою кращого розуміння законодавчих вимог сторін, що, безперечно, піде на користь імпортерам та експортерам. Преференційні тарифи розповсюджуються виключно на товари походженням з України або Канади. Такими товарами відповідно до положень Угоди вважаються товари повністю одержані на території однієї із сторін або достатньо оброблені та перероблені відповідно до вимог специфічних правил визначення походження для кожного з товарів. Угодою запроваджуються прозорі процедури визначення походження з метою забезпечення дотримання відповідних правил, водночас запобігаючи створенню зайвих бар'єрів у торгівлі. Інші положення Угоди охоплюють доступ до всіх необхідних регуляторних актів, тарифних класифікацій тощо; заохочування автоматизованих митних процедур шляхом використання інформаційних технологій; запровадження прозорої системи подання скарг щодо рішень митних служб. Ці положення в своїй сукупності полегшуватимуть доступ компаній до ринків обох сторін.

## Перспектива для українських виробників
Переваги від безмитного доступу на канадський ринок отримають виробники сільськогосподарської продукції, а саме соняшникової олії, цукру, кондитерських виробів, натурального меду, алкогольних та безалкогольних напоїв. Виробники продукції хімічної та легкої промисловості, машинобудування, аерокосмічної галузі відразу зможуть скористатися перевагами від безмитного доступу до ринків Канади, зокрема це стосується виробів з чорних металів, інструментів ручних, парових котлів, гідравлічних турбін, двигунів та генераторів, електричних приладів, транспортних засобів спеціального призначення та їх частин, кераміки тощо. Завдяки Угоді українські товаровиробники отримають доступ до ринку Канади на преференційних умовах, а отже отримають конкурентні переваги над постачальниками з тих країн, які не мають угод про вільну торгівлю з Канадою. Це дозволить конкурувати на рівних умовах з тими постачальниками, які вже присутні на канадському ринку. В довгостроковій перспективі Угода сприятиме розвитку кооперації в сфері авіабудування, передбачається збільшення постачання високотехнологічного обладнання та промислових товарів з високою доданою вартістю.
З огляду на ентузіазм Канади щодо активізації торгівлі з Європою, Україна може стати інвестиційно-виробничим центром для канадських підприємств, беручи до уваги, що країна вже має безмитний доступ до європейського ринку. «У нас є дешева робоча сила. Канадські компанії можуть виконати остаточну збірку або створити інтегральні виробничі потужності для випуску своєї продукції в Україні і поставляти свою продукцію в Європу», — сказала Наталія Микольська, заступник Міністра економічного розвитку і торгівлі України, торговий представник України. За її словами цей механізм може працювати по-іншому, у результаті чого виробництво чи складання європейських товарів на територію України, з продовженням експорту в Канаду. Крім того, Канада могла б стати центром транзиту для подальшого експорту українських товарів до США.
Таким чином, угода ЗВТ з Канадою є лише першою ознакою нових глобальних торгових маршрутів, які створюються. Й Україна повинна повною мірою використовувати їх, враховуючи розрив економічних відносин з Росією. Відмінною особливістю нової глобальної торговельної інфраструктури є той факт, що всі ключові гравці від США до Китаю, планують включити Україну в свої транзитні маршрути і скоротили торгові бар'єри. Цей факт дає надію на те, що процес розриву відносин з Росією, а також подальшої інтеграції України в ключові глобальні виробничі ланцюжки, буде більш гладким, ніж очікувалося спочатку.

## Історія
17-21 травня 2010 у Києві розпочались перші перемовини між Канадою та Україною про можливість укладення угоди про вільну торгівлю. Другий раунд переговорів відбувся також у Києві 16 до 20 травня 2011. Третій раунд пройшов у листопаді 2011 в Оттаві, Канада. Четвертий і п'ятий раунди пройшли в Києві у квітні 2012 та у вересні 2012, відповідно. 26 січня 2015 Канада та Україна оприлюднили повідомлення про їхню політичну прихильність щодо прискорення переговорів про вільну торгівлю. Загалом шість раундів перемовин відбулись між 2010 і 2015. Врешті 14 липня 2015 уряди Канади й України оголосили про завершення переговорів щодо вільної торгівлі між Канадою і Україною англ. Canada-Ukraine Free Trade Agreement (CUFTA). 20 червня в рамках Канадсько-українського бізнес-форуму в Торонто було оголошено про завершення роботи над текстами угоди.
Офіційна церемонія підписання угоди відбулась 11 липня 2016 у присутності Прем'єр-міністра Канади Джастіна Трюдо, Міністра міжнародної торгівлі Канади Христі Фріланд, Президента України Петра Порошенка, Прем'єр-міністра України Володимира Гройсмана, Міністра економічного розвитку і торгівлі України Степана Кубіва (Фріланд і Кубів підписали угоду). Процес ратифікації угоди був завершений у липні 2017, угода набула чинності 1 серпня 2017

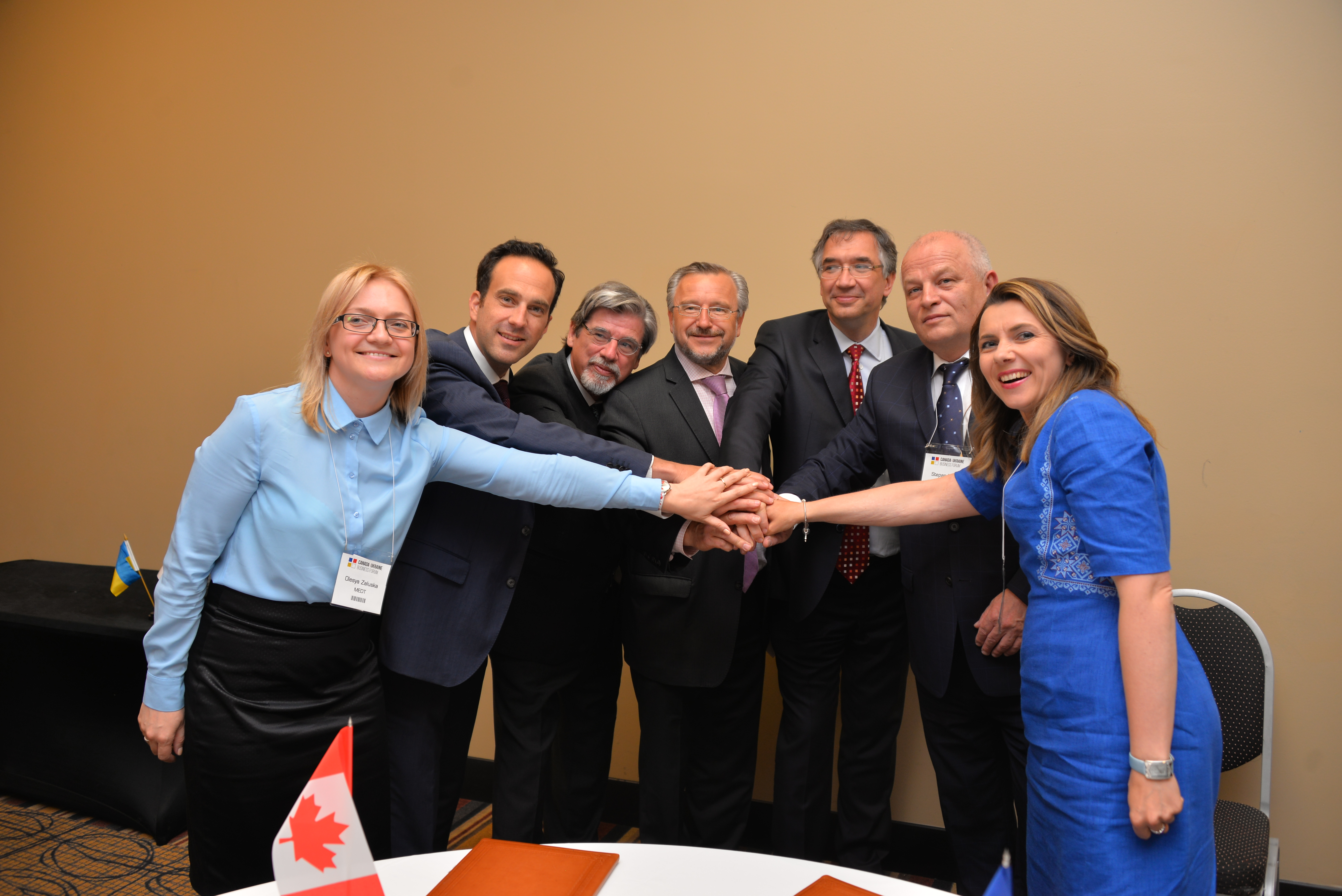
Текст угоди узгоджено: Олеся Залуська, Карім Моркос, Пол Дербі, Зенон Потічний, Роман Ващук, Степан Кубів та Наталія Микольська